# Rohatka brazilská
Rohatka brazilská (Ceratophrys cornuta, Linné, 1758) je velká žába z čeledi hvízdalkovitých.

## Popis
Na jejich mimořádně bachratém 10 - 20 cm dlouhém těle má obrovskou hlavu, která je někdy až 1,6krát větší než tělo a obrovskou tlamu, která zabírá snad celou šířku těla. Má složitou kresbu na těle, které vytváří velmi dobrou kamufláž. Typickým znamením je roh nad každým okem.

## Potrava
Hlavní složku potravy tvoří jiné žáby, ještěři a myši, které loví vyčkávacím způsobem, když čeká, až kořist přijde k ní na dosah. Její pulci jsou rovněž draví.

## Areál rozšíření
Vyskytuje se na severozápadě Jižní Ameriky.